# Malosilka, Berdîciv
Malosilka (în ucraineană Малосілка) este o comună în raionul Berdîciv, regiunea Jîtomîr, Ucraina, formată numai din satul de reședință.

## Demografie
Componența lingvistică a satului Malosilka
     Ucraineană (99,01%)
     Alte limbi (0,99%)
Conform recensământului din 2001, majoritatea populației satului Malosilka era vorbitoare de ucraineană (99,01%), existând în minoritate și vorbitori de alte limbi.